# Австралия на летних Олимпийских играх 1984
Австралия на летних Олимпийских играх 1984 была представлена 242 спортсменами в 22 видах спорта.
Австралийская олимпийская сборная в неофициальном общекомандном зачёте заняла 14-е место. По количеству завоёванных медалей эти игры стали самыми успешными для сборной Австралии, после домашних игр 1956 года.

## Награды

### Золото
| Золото |                                                  |                                                    |
| №      | Спортсмены                                       | Вид спорта (дисциплина)                            |
| 1      | Майкл Гренда Дин Вудс Кевин Никольс Майкл Туртур | Велоспорт (мужчины, командная гонка преследования) |
| 2      | Глинис Нанн                                      | Лёгкая атлетика (женщины, семиборье)               |
| 3      | Джонатан Сибен                                   | Плавание (мужчины, 200 м, баттерфляй)              |
| 4      | Дин Лукин                                        | Тяжёлая атлетика (мужчины, свыше 110 кг)           |

### Серебро
| Серебро |                                                      |                                                 |
| №       | Спортсмены                                           | Вид спорта (дисциплина)                         |
| 1       | Гэри Галлок Энтони Ловрич Тимоти Макларен Пол Риди   | Академическая гребля (мужчины, четверка парная) |
| 2       | Гэри Хоней                                           | Лёгкая атлетика (мужчины, прыжки в длину)       |
| 3       | Марк Стоквелл                                        | Плавание (мужчины, 100 м, вольный стиль)        |
| 4       | Гленн Беринген                                       | Плавание (мужчины, 200 м, брасс)                |
| 5       | Нил Брукс Майкл Дилейни Марк Стоквелл Грегори Фасала | Плавание (мужчины, 4×100 м, вольный стиль)      |
| 6       | Карен Филлипс                                        | Плавание (женщины, 200 м, баттерфляй)           |
| 7       | Сьюзи Лэнделлз                                       | Плавание (женщины, 400 м, комплексное плавание) |
| 8       | Роберт Каббас                                        | Тяжёлая атлетика (мужчины, до 82,5 кг)          |

### Бронза
| Бронза | |                                                              |
| №      | Спортсмены | Вид спорта (дисциплина)                                      |
| 1      | Джеймс Баттерсби, Иан Эдмундс, Стивен Эванс, Клайд Хефер, Крэйг Мюллер, Сэмюэль Паттон, Ион Попа, Гэвин Тредголд, Тим Виллуби | Академическая гребля (мужчины, восьмёрки)                    |
| 2      | Сьюзан Ли Карен Бранур Марго Фостер Робин Грей-Гарднер Сьюзан Чепмен                                                          | Академическая гребля (женщины, четверка распашная с рулевым) |
| 3      | Грант Кенни, Барри Келли | Гребля на байдарках и каноэ (байдарка-двойка, 1000 м)        |
| 4      | Гаэль Мартин | Лёгкая атлетика (женщины, толкание ядра)                     |
| 5      | Кристофер Кейрнс Скотт Андерсон                                                                                               | Парусный спорт (мужчины, класс Торнадо)                      |
| 6      | Джастин Лемберг | Плавание (мужчины, 400 м, вольный стиль)                     |
| 7      | Питер Эванс | Плавание (мужчины, 100 м, брасс)                             |
| 8      | Гленн Бьючанан | Плавание (мужчины, 100 м, баттерфляй)                        |
| 9      | Роб Вудхаус | Плавание (мужчины, 400 м, комплексное плавание)              |
| 10     | Гленн Бьючанан Питер Эванс Марк Керри Марк Стоквелл                                                                           | Плавание (мужчины, 4×100 м, комбинированная)                 |
| 11     | Мишель Пирсон | Плавание (женщины, 200 м, комплексное плавание)              |
| 12     | Пэтти Денч | Стрельба (женщины, спортивный пистолет)                      |

## Результаты соревнований

### Академическая гребля
В следующий раунд из каждого заезда проходили несколько лучших экипажей (в зависимости от дисциплины). В финал A выходили 6 сильнейших экипажей, ещё 6 экипажей, выбывших в полуфинале, распределяли места в малом финале B
Мужчины
| Соревнование | Спортсмены             | Предварительный заезд | Предварительный заезд | Предварительный заезд | Отборочный заезд | Отборочный заезд | Отборочный заезд | Полуфинал             | Полуфинал             | Полуфинал             | Финал                 | Финал                 | Итоговое место        |                       |
| Соревнование | Спортсмены             | Заезд                 | Время                 | Место                 | Заезд            | Время            | Место            | Заезд                 | Время                 | Место                 | Время                 | Место                 | Итоговое место        |                       |
| ------------ | ---------------------- | --------------------- | --------------------- | --------------------- | ---------------- | ---------------- | ---------------- | --------------------- | --------------------- | --------------------- | --------------------- | --------------------- | --------------------- | --------------------- |
| двойки       | Роберт Бут Джим Страйд | 1                     | 7:23,71               | 5                     | 1                | 7:10,12          | 5                | завершили выступление | завершили выступление | завершили выступление | завершили выступление | завершили выступление | завершили выступление | завершили выступление |

### Водное поло

#### Мужчины
Состав команды
| Мужская сборная Австралии по водному поло | Мужская сборная Австралии по водному поло | Мужская сборная Австралии по водному поло | Мужская сборная Австралии по водному поло | Мужская сборная Австралии по водному поло | Мужская сборная Австралии по водному поло | Мужская сборная Австралии по водному поло | Мужская сборная Австралии по водному поло |
| №                                         | Имя                                       | Дата рождения (возраст)                   | Рост                                      | Вес                                       | Клуб                                      | Игры                                      | Голы                                      |
| ----------------------------------------- | ----------------------------------------- | ----------------------------------------- | ----------------------------------------- | ----------------------------------------- | ----------------------------------------- | ----------------------------------------- | ----------------------------------------- |
| 1                                         | Майкл Тёрнер (GK)                         | 5 января 1951 (33 года)                   | 1,88 м                                    | 80 кг                                     | Кронулла Сатерленд                        | 6                                         | 0                                         |
| 2                                         | Ричард Пенджелли                          | 21 августа 1950 (33 года)                 | 1,82 м                                    | 80 кг                                     |                                           | 7                                         | 6                                         |
| 3                                         | Роберт Брайант                            | 14 июня 1958 (26 лет)                     | 1,85 м                                    | 85 кг                                     | Кронулла Сатерленд                        | 7                                         | 2                                         |
| 4                                         | Питер Монтгомери                          | 6 июля 1950 (34 года)                     | 1,90 м                                    | 83 кг                                     | Сидней                                    | 7                                         | 0                                         |
| 5                                         | Расселл Шервелл                           | 1 августа 1960 (23 года)                  | 1,76 м                                    | 76 кг                                     |                                           | 7                                         | 0                                         |
| 6                                         | Эндрю Керр                                | 2 апреля 1954 (30 лет)                    | 1,95 м                                    | 102 кг                                    | Кронулла Сатерленд                        | 7                                         | 6                                         |
| 7                                         | Реймонд Майерс                            | 8 января 1960 (24 года)                   | 1,90 м                                    | 92 кг                                     | Бальмэйн                                  | 7                                         | 3                                         |
| 8                                         | Гленн Таунсенд (GK)                       | 24 апреля 1962 (22 года)                  | 1,97 м                                    | 98 кг                                     |                                           | 1                                         | 0                                         |
| 9                                         | Чарльз Тёрнер                             | 3 сентября 1952 (31 год)                  | 1,86 м                                    | 92 кг                                     |                                           | 7                                         | 18                                        |
| 10                                        | Мартин Каллаган                           | 3 августа 1962 (21 год)                   | 1,84 м                                    | 94 кг                                     |                                           | 7                                         | 2                                         |
| 11                                        | Кристофер Уиброу                          | 21 августа 1961 (22 года)                 | 1,90 м                                    | 92 кг                                     | Кронулла Сатерленд                        | 7                                         | 15                                        |
| 12                                        | Расселл Бассер                            | 20 марта 1960 (24 года)                   | 1,94 м                                    | 97 кг                                     |                                           | 7                                         | 7                                         |
| 13                                        | Джулиан Маспрэтт                          | 26 августа 1958 (25 лет)                  | 1,91 м                                    | 97 кг                                     |                                           | 7                                         | 1                                         |
| Главный тренер: Томас Хоад                |                                           |                                           |                                           |                                           |                                           |                                           |                                           |

Результаты
Группа C
| Место | Команда   | И | В | Н | П | МЗ | МП | МР  | Очки |
| ----- | --------- | - | - | - | - | -- | -- | --- | ---- |
| 1     | ФРГ       | 3 | 3 | 0 | 0 | 35 | 18 | +17 | 6    |
| 2     | Австралия | 3 | 1 | 1 | 1 | 27 | 20 | +7  | 3    |
| 3     | Италия    | 3 | 1 | 1 | 1 | 27 | 23 | +4  | 3    |
| 4     | Япония    | 3 | 0 | 0 | 3 | 15 | 43 | -28 | 0    |

| 1 августа 1984 | Австралия                                                                               | 6:10 | ФРГ                                                                                | Лос-Анджелес Судьи: Кларич Цартас |
| 1 августа 1984 | Кристофер Уиброу — 2 Реймонд Майерс, Чарльз Тёрнер, Мартин Каллаган, Расселл Бассер — 1 | Голы | 4 — Хаген Штамм 3 — Франк Отто 1 — Томас Лёбб, Армандо Фернандес, Райнер Оссельман | Лос-Анджелес Судьи: Кларич Цартас |

| 2 августа 1984 | Австралия                                                 | 8:8  | Италия                                                                                          | Лос-Анджелес Судьи: Асенсио Панагакос |
| 2 августа 1984 | Ричард Пенджелли, Расселл Бассер — 3 Кристофер Уиброу — 2 | Голы | 3 — Стефано Постильоне 2 — Марко Бальдинети 1 — Альфио Мизаджи, Марио Фиорильо, Марко Д'Альтруи | Лос-Анджелес Судьи: Асенсио Панагакос |

| 3 августа 1984 | Австралия | 15:2 | Япония                             | Лос-Анджелес Судьи: Кларич ван Дорп |
| 3 августа 1984 | Чарльз Тёрнер — 5 Кристофер Уиброу — 3 Ричард Пенджелли, Расселл Бассер — 2 Роберт Брайант, Эндрю Керр, Джулиан Маспрэтт — 1 | Голы | 1 — Нарихито Таима, Тосио Фукумото | Лос-Анджелес Судьи: Кларич ван Дорп |

Финальный раунд
| Место | Команда    | И | В | Н | П | МЗ | МП | МР  | Очки |
| ----- | ---------- | - | - | - | - | -- | -- | --- | ---- |
| 1     | Югославия  | 5 | 4 | 1 | 0 | 47 | 33 | +14 | 9    |
| 2     | США        | 5 | 4 | 1 | 0 | 43 | 34 | +9  | 9    |
| 3     | ФРГ        | 5 | 2 | 1 | 2 | 49 | 34 | +15 | 5    |
| 4     | Испания    | 5 | 1 | 2 | 2 | 42 | 46 | -4  | 4    |
| 5     | Австралия  | 5 | 1 | 1 | 3 | 37 | 48 | -11 | 3    |
| 6     | Нидерланды | 5 | 0 | 0 | 5 | 25 | 48 | -23 | 0    |

| 6 августа 1984 | Австралия                                                          | 6:9  | Югославия                                                                                     | Лос-Анджелес Судьи: Де Стефано Панагакос |
| 6 августа 1984 | Кристофер Уиброу, Эндрю Керр — 2 Чарльз Тёрнер, Реймонд Майерс — 1 | Голы | 2 — Меливой Бебич, Игор Миланович, Драган Андрич 1 — Бозо Вулетич, Веселин Дьюхо, Горан Сукно | Лос-Анджелес Судьи: Де Стефано Панагакос |

| 7 августа 1984 | Австралия                                          | 7:12 | США                                                                                   | Лос-Анджелес Судьи: Цантас Папазьян |
| 7 августа 1984 | Чарльз Тёрнер, Кристофер Уиброу — 3 Эндрю Керр — 1 | Голы | 3 — Кевин Робертсон, Терри Шрёдер, Джоди Кэмпбелл 2 — Питер Кэмпбелл 1 — Гэри Фигероа | Лос-Анджелес Судьи: Цантас Папазьян |

| 9 августа 1984 | Австралия                                                                             | 8:7  | Нидерланды                                                | Лос-Анджелес Судьи: Джанелл Пиццорно |
| 9 августа 1984 | Чарльз Тёрнер — 3 Кристофер Уиброу — 2 Роберт Брайант, Эндрю Керр, Реймонд Майерс — 1 | Голы | 2 — Эрик Нордеграф, Тони Бунк, Стан ван Белькум Эд ван Эс | Лос-Анджелес Судьи: Джанелл Пиццорно |

| 10 августа 1984 | Австралия                                                                                             | 10:10 | Испания                                                                   | Лос-Анджелес Судьи: Вусек Пиццорно |
| 10 августа 1984 | Чарльз Тёрнер — 5 Ричард Пенджелли, Расселл Бассер, Эндрю Керр, Кристофер Уиброу, Мартин Каллаган — 1 | Голы  | 5 — Мануэль Эстиарте 2 — Рафаэль Агилар, Антонио Агилар 1 — Хорхе Кармона | Лос-Анджелес Судьи: Вусек Пиццорно |

Итог: 5-е место

### Конный спорт
Троеборье
| Соревнование              | Спортсмены                                            | Выездка   | Выездка | Кросс     | Кросс | Конкур    | Конкур | Всего     | Всего |
| Соревнование              | Спортсмены                                            | Результат | Место   | Результат | Место | Результат | Место  | Результат | Место |
| ------------------------- | ----------------------------------------------------- | --------- | ------- | --------- | ----- | --------- | ------ | --------- | ----- |
| индивидуальное первенство | Эндрю Хой на Davey                                    | 65,00     | 24      | 10,00     | 11    | 5,00      | 23     | 80,00     | 15    |
| командное первенство      | Эндрю Хой Мервин Беннетт Викки Ройкрофт Уэйн Ройкрофт | 199,00    | 8       | 44,40     | 3     | 15,00     | 9      | 258,40    | 5     |